# Pollo Kung Pao

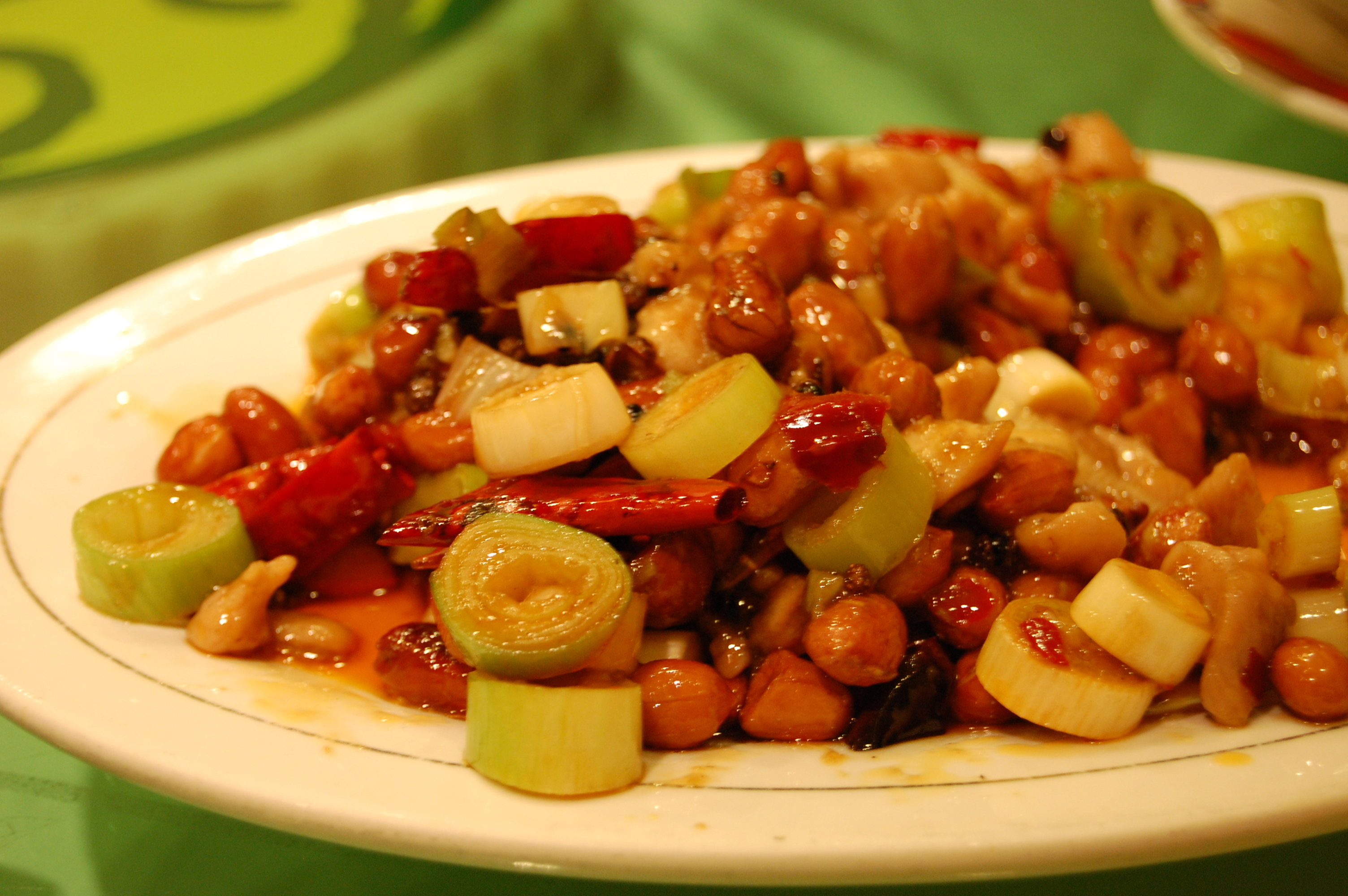
Pollo Kung Pao (versión de Sichuan).

El pollo Kung Pao (pronunciado también como pollo Kung Po que en chino simplificado es: 宫保鸡丁) es un plato clásico de la cocina Sichuan, originario de la provincia de Sichuan en la parte central al oeste de China. El plato se nombra en honor de Ding Baozhen (1820–1886), un oficial de la época tardía de dinastía Qing. Nacido en Guizhou, Ding sirvió como funcionario principal de la provincia de Shandong y como gobernador de la provincia de Sichuan. Se le concedió el título de rey de la Rosa (宮保), o guardián palaciego. El nombre de pollo "Kung Pao" se ha derivado de este título. Este plato tiene su variante en la cocina anglo-china y es muy popular en los Estados Unidos.

## Versión de Sichuan
Gōng bǎo jī dīng (宫保鸡丁) es el nombre original de este plato a base de pollo (鸡; jī en chino) como primer ingrediente. En su versión auténtica se emplea pollo marinado. En el wok se sofríen guindillas y pimienta de Sichuan para que el aceite recoja las fragancias de las especias. Luego se saltea el pollo con vegetales y cacahuetes o anacardos. En Sichuan cuando se prepara el auténtico gōng bǎo jī dīng se emplea sólo chilis tales como el cháo tiān jiāo (朝天椒) o qī xīng jiāo (七星椒).

## Versión occidentalizada

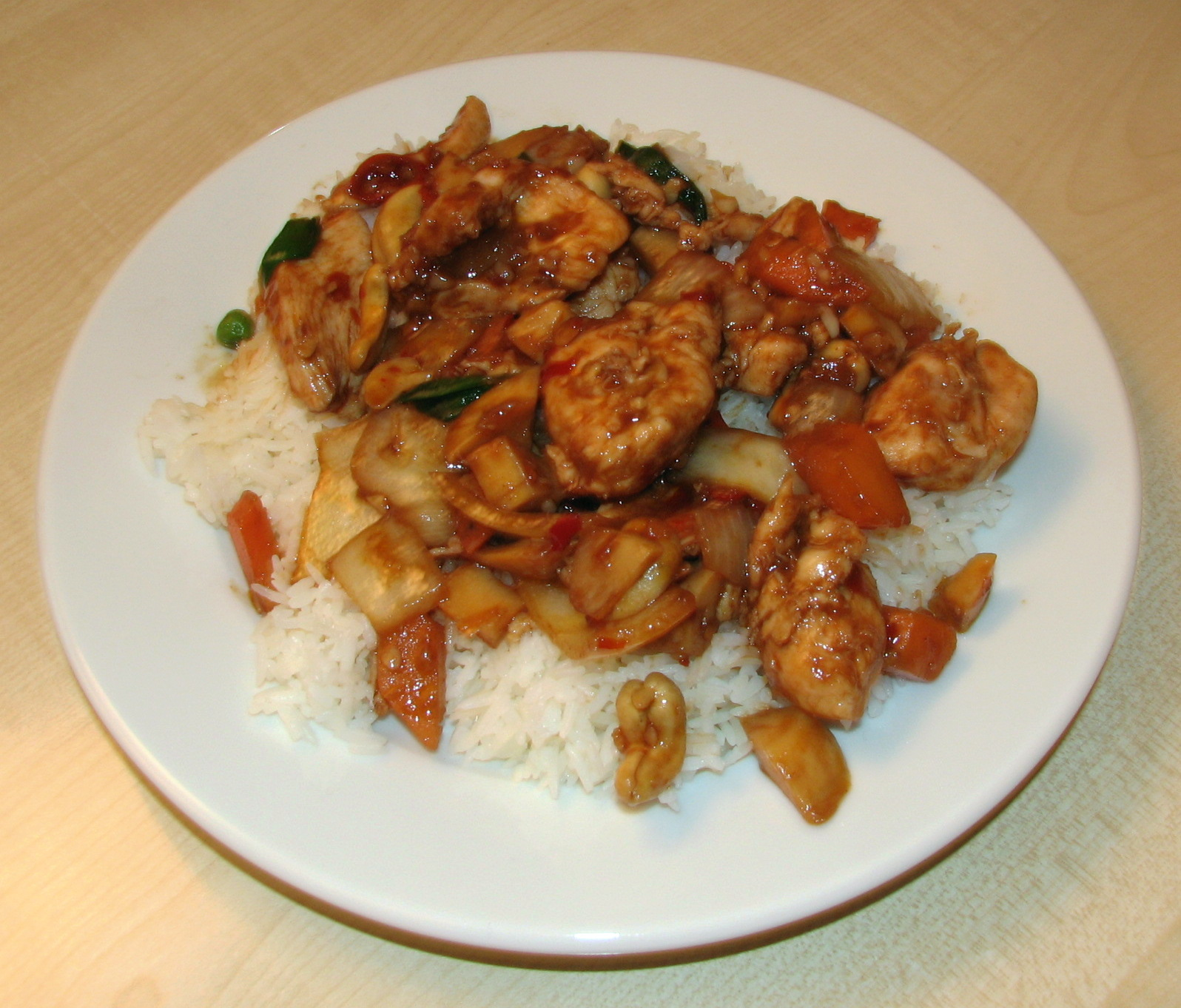
Pollo Kung Pao (versión occidentalizada).

La versión occidentalizada del "Pollo Kung Pao" consiste generalmente de pollo picado y marinado y salteado sin la piel a la que se le añade cacahuetes, pimientos verdes, zanahorias, jerez o vino de arroz, salsa hoisin, salsa de ostras, y chiles o ajís. Al pollo se le añade gambas (camarones) o vieiras, así como otro tipos de carne como res o cerdo, a veces empleadas en lugar del pollo. Puede prepararse con tofu en lugar de carne. El Kung Pao chicken es muy popular en los restaurantes de Estados Unidos que siguen el estilo Sichuan, y muchas veces se piden para analizar la habilidad del chef.
En Argentina se le suele poner ají panca seco.